# Pipo Mancera
José Nicolás Mancera, más conocido como Pipo Mancera (Buenos Aires, 20 de diciembre de 1930 - Buenos Aires, 29 de agosto de 2011) fue un presentador de televisión argentino, pionero en el medio e introductor del formato «ómnibus». Fue llamado el Señor Televisión gracias a su programa Sábados Circulares, el más famoso de la tv  argentina en la década de 1960.

## Trayectoria
Estudió locución y trabajó en radio y cine. A principios de los años 1960 se desempeñó como periodista cinematográfico en el programa de TV Pantalla gigante, en el diario vespertino La Razón y la revista Tiempo de Cine.
Por aquellos años condujo el musical La noche y fue productor en el filme La calesita, drama de Hugo del Carril.
Como actor se inició en El crack, de José A. Martínez Suárez, donde se escucha por radio un extenso comentario suyo, y en 1965 se interpretó a sí mismo en una escena de Bicho raro con Luis Sandrini, posteriormente actuó asimismo en algunos capítulos de Las Aventuras de Hijitus.

## Sábados Circulares de Mancera
Su mayor éxito fue Sábados circulares, que se emitió desde 1962 hasta 1974, un programa de seis horas de duración con entretenimientos, reportajes y música. Fueron 664 programas que marcaron la tv argentina en donde Pipo Mancera introdujo en la Argentina el formato televisivo llamado «ómnibus».
Hizo pruebas de escapismo, doma de leones y las primeras «cámaras sorpresa» de la televisión argentina.
Recibió - y condujo largos reportajes - en su programa a los personajes más famosos de la época, como Marcello Mastroianni, Sean Connery, Alain Delon, Sophia Loren, María Félix, Simone Signoret, Pelé, entre otros y allí cantaron Sandro, Serrat, Palito Ortega, Raphael y todos los cantantes internacionales que se presentaban en Argentina.
En su programa hicieron su debut televisivo como cantantes Palito Ortega, Sergio Denis, Leonardo Favio y Sandro con Los de Fuego en 1964, actuación por la que fue reprendido por la censura debido a los movimiento pélvicos al estilo Elvis Presley del ídolo local.
Además, relanzó al medio televisivo a grandes figuras del espectáculo como Libertad Lamarque, Tita Merello, Lolita Torres y Niní Marshall y las figuras del Club del Clan encabezados por Palito Ortega hallaron su espacio desde el cual cada sábado proyectaban sus canciones desde Chico Novarro y Violeta Rivas a Johnny Tedesco, Lalo Fransen, Nicky Jones y Los TNT. También eran habitués del programa Aníbal Troilo, Atahualpa Yupanqui, Miguel Gila, Lola Flores, Rosa Morena, Luis Sandrini, Alberto Closas, etc.
En 1967, durante su momento de mayor popularidad, hizo el mayor índice de audiencia de la tv argentina con el casamiento de Palito Ortega y  Evangelina Salazar.
En 1969 desde el Festival de Venecia hizo la primera transmisión vía satélite para la televisión argentina. 
Fue el primer periodista en entrevistar, en 1971, a Diego Armando Maradona, cuando tenía diez años y quien luego se convertiría en uno de los mayores exponentes del fútbol mundial. Mancera instaló las cámaras de su programa «ómnibus» en la inauguración del Hotel Sheraton de Retiro, en el Golden Horn, en abril de 1974, haciéndole un reportaje a Tom Jones, quién fuera contratado para dar un show en dicho hotel y dos recitales, en el cine-teatro Gran Rex.
El 11 de noviembre de 1974 dio por terminado su ciclo abruptamente, exiliándose en Francia. Regresó en 1978, presentando Al estilo de Mancera, un programa ómnibus producido por el periodista Carlos Alberto Aguilar. El programa era grabado en los estudios del Canal 7 de Buenos Aires -llamado en esa época A78TV en ocasión del Mundial de Fútbol 1978- pero era transmitido por el Canal 11 de esa ciudad. La revista Extra mencionó que se había convertido en «el mejor show de la televisión argentina». Para una de sus emisiones fueron realizadas una serie de grabaciones presentando a la banda de rock argentino Serú Girán y su álbum de estudio homónimo, cuando este género musical estaba prohibido por la dictadura autodenominada Proceso de Reorganización Nacional. Estas piezas audiovisuales fueron consideradas décadas después el origen del videoclip argentino. Dicho programa se caracterizó por tener un «detector de mentiras», como decía él. También tenía secciones fijas, como "Que se ponga" con el cómico español Gila, o una de modas llamada "No tengo qué ponerme" hecha por Niní Marshall. También hacía reportajes, como el realizado a los pilotos chilenos que decían haber sido abducidos por un OVNI durante la realización del Rally Vuelta a la América del Sur. Terminaba su emisión con un recital de un cantante diferente cada semana, recordándose las actuaciones de Chico Novarro, Rubén Juárez, Cuco Sánchez, Rolando La Serie, entre otros. A pesar de su éxito, el programa fue levantado por la dictadura luego de un recital donde el cantante Mario Alberto Costa cantó los sencillos «A desalambrar» de Daniel Viglietti y «Liliana Gelin» de Thono Báez.

## Ocaso artístico y fallecimiento
Retornó al medio en 1983 con «Videoshow», que solamente estuvo un mes al aire. Produjo programas en Francia e Italia.
A fines de los años 80 falleció su esposa, lo que le produce una gran depresión por la que estuvo siete años alejado de la actividad artística.
En 1996 fue convocado para que reapareciera en televisión, tras 20 años sin éxito, con una temática diferente a la habitual, convirtiéndose en un referente, en ese año también fue el animador de un efímero programa radiofónico al cual abandonó por sus problemas de salud.
Como periodista, fue columnista del diario La Razón y sostuvo un ciclo radial después de haber estado muchos años radicado en Uruguay.
En 2005 fue entrevistado para un documental en homenaje a Niní Marshall, y en 2007 relanzó su tradicional programa en Crónica TV, de Héctor Ricardo García.
Durante 16 años estuvo casado con la coreógrafa Esther Ferrando, exesposa del actor Arturo Maly.
«Pipo» Mancera falleció en su casa el 29 de agosto de 2011 por un paro cardiorrespiratorio.

## Filmografía
- El crack (1960)[9]
- Bicho raro (1965)
- La película de Niní (2005)

## Premios
En 2007, fue galardonado con el Premio Cóndor de Plata a la trayectoria que entrega la Asociación de Cronistas Cinematográficos de la Argentina.